# العبرية السفاردية
العبرية السفاردية (أو العبرية السفاردية ؛ (بالعبرية: עברית ספרדית‏)، النطق العبري: عڤريت سفرديت، الترجمة الحرفية: العبرية الإسبانية) هو نظام النطق للغة العبرية الكتابية المفضلة للاستخدام الطقسي من قبل اليهود السفارديم . تأثرت أصواتها بلغات الاتصال مثل الإسبانية والبرتغالية واليهودية الإسبانية (لادينو) واللهجات اليهودية العربية واليونانية الحديثة .

## علم الأصوات
هناك اختلاف بين الأشكال المختلفة للعبرية السفاردية، ولكن يمكن قول النقط التالية:
- يميل الضغط إلى الوقوع على المقطع الأخير أينما كان هذا هو الحال في اللغة العبرية التوراتية .
- وحرف ע (عَيْن) متحقق صوتا، ولكن الصوت الخاص يختلف بين المجتمعات. أحد النطق المرتبط بالعبرية للسفارديم الغربيين (اليهود الإسبان والبرتغاليين في شمال أوروبا وأحفادهم) هو الأنف الحلقي (‎[ŋ]‏) الصوت، كما هو الحال في الغناء الإنجليزي ، لكن السفارديم الآخرين في البلقان والأناضول وشمال أفريقيا والشام يحافظون على الصوت البلعومي للغة العبرية أو العربية اليمنية لإخوانهم في الدين الإقليميين وهو كحرف "ع" العربي.
- صوت "ر" هو دائمًا زغردة سنخية أو نقر (مثل الراء الإسبانية) ، بدلاً من اللهو (الراء شائع في العديد من اللهجات الألمانية واليديشية ، أو المعروف باسم الراء الفرنسية).
- يتم تحقيق "ت" و "د" في كثير من الأحيان على شكل تفجيرات أسنان ، بدلاً من السنخية .
- هناك دائما تمييز صوتي بين ת (تاڤ) و ס (سامخ)
- تتبع اللهجات السفاردية نظام كيمهيان المكون من خمسة حروف متحركة (a e i o u)، إما مع أو بدون تمييز في طول حرف العلة :
  - يتم نطق Tsere كالكسرة أو الياء العادية وليس الممالة كما يمكن العثور عليها في اللغة العبرية الأشكنازية
  - يتم نطق هولام كالضمة أو الواو وليس الممالة الأقرب لحرف "U" الإنجليزي كما يمكن العثور عليها في اللغة العبرية الأشكنازية
  - يُنطق كاماتس جادول كالفتحة المصحوبة بألف مد كما في اللغة الأشكنازية أو اليمنية أو العبرية الطبرية

هذا الاختلاف الأخير هو الشعار القياسي للتمييز بين السفارديم والأشكناز واليمنيين والعبريين الطبريين. يتم التمييز بين kamatz gadol وkamatz katan وفقًا لقواعد صوتية بحتة، بغض النظر عن أصل الكلمة، مما يؤدي أحيانًا إلى نطق التهجئة بشكل يتعارض مع القواعد المنصوص عليها في كتب النحو العبرية التوراتية. على سبيل المثال، כָל (كل)، عندما لا تشكل تلفظ كَال، أما في الطبيعي كُل، مثال آخر، צָהֳרַיִם تلفظ "تْسَاهُورَيْم" وليس "تْسُوهُُورَيْم". هذه الميزة موجودة أيضًا في العبرية المزراحية ، ولكنها غير موجودة في العبرية الإسرائيلية . وهي ممثلة في نقل أسماء الأعلام في النسخة المعتمدة ، مثل "نعمي" و"أهولة" و"أهوليبامة".

### نطق الحروف
الحروف الساكنة
| الاسم | أَلِف                                 | بِيت                                                      | گِيمِل                                     | دَالِت                   | هِيه                    | ڤَاڤ | زَيْن                    | حِيت                                                   | طِيت                                                   | يُود                                                           | كَاف | لَامِد                   | مِم                                                      | نُون                                                     | سَامِخ                   | عَيْن                    | پِيه | تْسَادِي                                                                         | قُوف                    | رِيش                    | شِين | تَاڤ                    |
| الحرف | א                                   | ב                                                        | ג                                        | ד                      | ה                      | ו | ז                      | ח                                                     | ט                                                     | י                                                             | כ ך | ל                      | מ ם                                                     | נ ן                                                     | ס                      | ע                      | פ ף | צ ץ                                                                           | ק                      | ר                      | ש | ת                      |
| النطق | ينطق مثل الهمزة بالعربية أو لا ينطق | ينطق باء أو ڤاء وقد توضع بداخله نقطة لتوضيح نطقه باء "בּ" | ينطق حرف گاف الفارسي أو جيم القاهرية "G" | ينطق كحرف الدال العربي | ينطق كحرف الهاء العربي | ينطق حرف ڤاء "V" وله حالات ينطق بها واو وقد تأتي نقط للتوضيح فحين يلفظ "O" تأتي فوقه نقطة "וֹ" وحين يلفظ "U" تأتي بجانبه نقطة "וּ" | ينطق كحرف الزاي العربي | ينطق كحرف الحاء العربي (في السفردية) وهو النطق الأصلي | ينطق كحرف الطاء العربي (في السفردية) وهو النطق الأصلي | ينطق كحرف الياء أو قد يعوض الكسرة ويكتب مزدوجا ليكون ياء "יי" | ينطق كاف أو خاء ويرسم في أول ووسط الكلمة "כ" وفي آخرها "ך" وينطق كاف في بداية الكلمة وفي النهاية ينطق خاء وفي الوسط له حالات وقد توضع بداخله نقطة لتوضيح نطقه كاف "כּ" | ينطق كحرف اللام العربي | ينطق ميم ويكتب في أول ووسط الكلام "מ" وفي آخره يكتب "ם" | ينطق نون ويكتب في أول ووسط الكلام "נ" وفي آخره يكتب "ן" | ينطق كحرف السين العربي | ينطق كحرف العين العربي | ينطق پاء "P" أو فاء ويرسم في أول ووسط الكلمة "פ" وفي آخرها "ף" وينطق پاء في بداية الكلمة وفي النهاية ينطق فاء وفي الوسط له حالات وقد توضع بداخله نقطة لتوضيح نطقه پاء "פּ" | ينطق تْس وهي مثل "zz" في كلمة "Pizza" يكتب في أول ووسط الكلام "צ" وفي آخره "ץ" | ينطق كحرف القاف العربي | ينطق كحرف الراء العربي | ينطق شين في أغلب الحالات وفي حالات نادرة سين فإذا وضعت النقطة على اليمين "שׁ" ينطق شين وإذا وضعت على اليسار "שׂ" ينطق سين | ينطق كحرف التاء العربي |

الحروف المتحركة
| الاسم | Shva Nach | Shva Na | Patach  | Hataf Patach | Kamatz Gadol | Kamatz Katan | Hataf Kamatz | Tzere, Tzere Male | Segol   | Hataf Segol | Hirik       | Hirik Male | Holam, Holam Male     | Kubutz      | Shuruk              |
| الحرف | ְ          | ְ        | ַ        | ֲ             | ָ             | ָ             | ֳ             | ֵ , ֵי              | ֶ        | ֱ            | ִ            | ִי          | ׂ, וֹ                   | ֻ            | וּ                   |
| النطق | ∅         | ‎[ɛ]‏~‎[e̞]‏ | ‎[a]‏~‎[ä]‏ | ‎[a]‏~‎[ä]‏      | [‎ä‏(ː)]       | ‎[ɔ]‏          | ‎[ɔ]‏          | [‎e‏(ː)]            | ‎[ɛ]‏~‎[e̞]‏ | ‎[ɛ]‏~‎[e̞]‏     | ‎[e]‏~‎[ɪ]‏~‎[i]‏ | [‎i‏(ː)]     | [‎o‏(ː)], [‎o‏(ː)]~[‎u‏(ː)] | ‎[o]‏~‎[ʊ]‏~‎[u]‏ | [‎u‏(ː)], ‎[o]‏~‎[ʊ]‏~‎[u]‏ |

## المتغيرات
يختلف السفارديم في نطق بيت رافي (ב بدون نقطة). الفارسية والمغربية واليونانية والتركية والبلقانية والقدس السفارديم عادة ما تنطقها كـ‎[v]‏ ، وهو ما ينعكس في العبرية الحديثة. ينطق اليهود الأسبان والبرتغاليون تقليديًا  باسم ‎[b ~ β]‏ (كما يفعل معظم اليهود الشرقيين)، لكن هذا يتراجع تحت تأثير اللغة العبرية الإسرائيلية.
قد يعكس ذلك التغيرات في نطق اللغة الإسبانية . في اللغة الإسبانية في العصور الوسطى (وفي اللغة اليهودية الإسبانية )، كان باء و ڤاء منفصلين، حيث تمثل باء نقطة توقف ثنائية الشفاه و ڤاء تتحقق على أنها احتكاكية ثنائية الشفاه (v). ومع ذلك، في عصر النهضة والإسبانية الحديثة، يتم نطق كلاهما ڤاء بعد حرف العلة وباء خلاف ذلك (مثل بعد توقف مؤقت).
هناك أيضًا اختلاف في نطق تاڤ رافي (ת تاڤ بدون نقطة ):
- النطق السفاردي الطبيعي (المنعكس في العبرية الإسرائيلية) هو صوت انفجاري للأسنان غير مصوت (ت);
- السفارديم اليونانيون (مثل بعض اليهود المزراحيين ، مثل العراقيين واليمنيين) ينطقونها على أنها صوت احتكاكي لا صوت له (ث);
- بعض اليهود الإسبان والبرتغاليين والسفارديم من التقليد الإسباني المغربي يطلقون عليها اسم انفجار الأسنان الصوتي (د) أو احتكاكي (ذ) (انظر التساهل ).

يرتبط بشكل وثيق بالنطق السفاردي النطق الإيطالي للعبرية، والذي يمكن اعتباره متغيرًا.
في مجتمعات إيطاليا واليونان وتركيا، لا يتم إدراكه كـ(هـ) ولكن كرسالة صامتة بسبب تأثير الإيطالية واليهودية الإسبانية و(بدرجة أقل) اليونانية الحديثة ، وكلها تفتقر إلى الصوت. كان هذا هو الحال أيضًا في الترجمات الصوتية المبكرة للمخطوطات الإسبانية-البرتغالية ( أشكيبينو ، على عكس هاشكيبينو )، لكنه الآن يتم نطقه باستمرار في تلك المجتمعات. وتشترك اللغة العبرية الحديثة الباسيلكتالية أيضًا في هذه الخاصية، ولكنها تعتبر دون المستوى المطلوب.
بالإضافة إلى الفروق العرقية والجغرافية، هناك بعض الفروق في التسجيل. النطق السفارديم الشائع، مثل اليهود الأسبان والبرتغاليين ، لا يميز بين باتاه وقميص جادول [أ]، أو بين سيغول ، وسيري ، وشوا نا [ه]: الموروثة من تدوين حروف العلة الفلسطينية القديمة. ومع ذلك، في الاستخدام الليتورجي الرسمي، يحرص العديد من السفارديم على التمييز بين هذه الحروف المتحركة لتعكس التدوين الطبري. (يمكن مقارنة ذلك بمحاولات بعض الأشكناز استخدام الأصوات البلعومية لـ حت وعين في السياقات الرسمية، مثل قراءة التوراة).

## تاريخ
باختصار، يبدو أن اللغة العبرية السفاردية تنحدر من التقليد الفلسطيني، وقد تم تكييفها جزئيًا لتتوافق مع التدوين الطبري وتأثرت أيضًا بنطق اللهجات اليهودية العربية واليهودية الإسبانية (لادينو).
تعكس أصول تقاليد القراءة العبرية المختلفة الاختلافات القديمة بين نطق اللغة العبرية والآرامية الوسطى الحالية في أجزاء مختلفة من الهلال الخصيب : يهودا والجليل وسوريا الكبرى وبلاد ما بين النهرين العليا وبلاد ما بين النهرين السفلى ("بابل"). في زمن الماسوريين (القرنين الثامن والعاشر)، كانت هناك ثلاث رموز مميزة للدلالة على حروف العلة وتفاصيل النطق الأخرى في النصوص الكتابية والطقوسية. أحدهما كان البابلي ; وآخر كان فلسطينيا ; وهناك لغة أخرى هي اللغة العبرية الطبرية ، والتي حلت في النهاية محل اللغتين الأخريين ولا تزال قيد الاستخدام حتى اليوم. بحلول زمن سعدية غاون ويعقوب قرقيساني ، أصبحت العبرية الفلسطينية تعتبر معيارًا، حتى في بابل. تزامن هذا التطور تقريبًا مع تعميم التدوين الطبري.
تم وضع القواعد المقبولة لقواعد اللغة العبرية في إسبانيا في العصور الوسطى من قبل النحويين مثل يهوذا بن ديفيد حيوج ويونان بن جنة وأعيد صياغتها لاحقًا في شكل معدل من قبل عائلة كيمحي ؛ يعكس النطق السفارديم الحالي إلى حد كبير النظام الذي وضعه. بحلول ذلك الوقت، تم استخدام التدوين الطبري عالميًا على الرغم من أنه لم ينعكس دائمًا في النطق. قبل النحويون الإسبان القواعد التي وضعها الماسوريون التيبيريون، مع الاختلافات التالية:
1. وقد استمر النطق السفارديم التقليدي لأحرف العلة (الموروثة، على ما يبدو، من النظام الفلسطيني القديم). تم تبرير فشلهم في التوافق مع التدوين الطبري من خلال النظرية القائلة بأن الفروق بين الرموز الطبرية تمثل اختلافات في الطول وليس الجودة: كان باتاه قصيرًا ، وكان قامات طويلًا ، وكان سيجول قصيرًا ، وكان تسير طويلًا .
2. كما تم استخدام نظرية حروف العلة الطويلة والقصيرة لتكييف اللغة العبرية مع قواعد الوزن الشعري العربي. على سبيل المثال، في الشعر العربي (والفارسي)، عندما يحدث حرف متحرك طويل في مقطع لفظي مغلق، يتم التعامل مع المقطع الإضافي (القصير) على أنه موجود لأغراض الوزن ولكن لا يتم تمثيله في النطق. وبالمثل في اللغة العبرية السفاردية فإن كلمة shewa التي تأتي بعد مقطع لفظي بحرف متحرك طويل تُعامل دائمًا على أنها صوتية. (في اللغة العبرية الطبرية، هذا صحيح فقط عندما يتم تمييز حرف العلة الطويل بعلامة ميتيج .)

هناك اختلافات أخرى:
- السفارديم الآن ينطقون shewa na كـ(e) في جميع المواقف، ولكن القواعد القديمة (كما هو الحال في النظام الطبري) كانت أكثر تعقيدا.
- يتم نطق ريش دائمًا بواسطة السفارديم باعتباره زغردة سنخية "أمامية" ؛ في النظام الطبري، يبدو أن النطق قد اختلف باختلاف السياق ولذلك تم التعامل معه على أنه حرف ذو نطق مزدوج (أحيانًا ثلاثي).

## التأثير على العبرية الإسرائيلية
عندما صاغ إليعازر بن يهودا لغته العبرية القياسية، اعتمدها على العبرية السفاردية، لأن هذا كان الشكل المنطوق الفعلي كلغة مشتركة في أرض إسرائيل ولأنه يعتقد أنها أجمل اللهجات العبرية.[بحاجة لمصدر] ومع ذلك، فإن علم الأصوات في اللغة العبرية الحديثة يقتصر في بعض النواحي على علم الأصوات في اللغة العبرية الأشكنازية، بما في ذلك القضاء على النطق البلعومي وتحويل /r/ من الحنفية السنخية إلى صوت احتكاكي لهوي مصوت، على الرغم من أن هذا الصوت الأخير كان نادر في اللغة العبرية الأشكنازية، حيث كانت الإدراكات اللهوية أكثر شيوعًا على شكل نقرة أو نقرة، وفيها كانت الرتوش أو الصنابير السنخية شائعة أيضًا.